# Da Baddest Bitch
Albums de Trina
Diamond Princess
(2002)
Singles
1. Da Baddest Bitch
Sortie : 22 décembre 1999
2. Pull Over
Sortie : 13 mars 2000

Da Baddest Bitch est le premier album studio de Trina, sorti le 11 mars 2000.
L'album s'est classé 11e au Top R&B/Hip-Hop Albums et 33e au Billboard 200 et a été certifié disque d'or par la Recording Industry Association of America (RIAA) le 13 novembre 2000. 
Da Baddest Bitch est resté classé dans le Billboard 200 pendant 29 semaines et dans le Top R&B/Hip-Hop Albums pendant 49 semaines consécutives,.

## Liste des titres
| No  | Titre                                                                             | Contient un (des) sample(s) de                                                                          | Durée |
| --- | --------------------------------------------------------------------------------- | --- | ----- |
| 1.  | The Big Lick (featuring The Lost Tribe – Produit par Hugo Boss)                   | | 2:54  |
| 2.  | Da Baddest Bitch (Produit par Black Mob Group)                                    | Bad de Michael Jackson                                                                                  | 3:13  |
| 3.  | If U (featuring Mystic – Produit par Charles Harrison et Leland Robinson)         | Soup for One de Chic                                                                                    | 3:13  |
| 4.  | Hair Dresser Skit                                                                 | | 0:36  |
| 5.  | Ain't Shit (featuring Lois Lane – Produit par Righteous Funk Boogie)              | Bitches Ain't Shit de Dr. Dre, Jewell, The Lady of Rage et Kurupt featuring Daz Dillinger et Snoop Dogg | 4:01  |
| 6.  | Off the Chain with It (featuring Trick Daddy – Produit par Righteous Funk Boogie) | | 4:14  |
| 7.  | 69 Ways (featuring J-Shin – Produit par Dwayne « Spiderweb » Webb)                | | 2:40  |
| 8.  | Club Skit                                                                         | | 1:11  |
| 9.  | Ball wit Me (featuring 24 Karatz – Produit par The Committee)                     | | 3:16  |
| 10. | Watch Yo Back (featuring Twista – Produit par Righteous Funk Boogie)              | | 4:06  |
| 11. | Off Glass (featuring Deuce Poppito – Produit par Righteous Funk Boogie)           | | 3:37  |
| 12. | Answering Machine Skit                                                            | | 0:38  |
| 13. | I Don't Need You (featuring Trick Daddy – Produit par Black Mob Group)            | | 2:18  |
| 14. | I Need (featuring Tre+6 – Produit par Righteous Funk Boogie)                      | | 3:46  |
| 15. | I'll Always (Produit par Derrick Baker)                                           | Voyage to Atlantis des Isley Brothers                                                                   | 3:23  |
| 16. | Mama (featuring J-Shin et J.A.B.A.N. – Produit par Righteous Funk Boogie)         | | 3:08  |
| 17. | Take Me (featuring Pamela Long – Produit par Red Spyda)                           | | 3:55  |
| 18. | Pull Over (Produit par Righteous Funk Boogie)                                     | Thong Song de Sisqó Nuthin' but a 'G' Thang de Dr. Dre featuring Snoop Dogg                             | 3:13  |